# Geastrum nanum
Geastrum nanum Pers. è un fungo appartenente alla famiglia Geastraceae noto anche come stella di terra nana.

## Descrizione
Questo fungo, a forma di stella, è riconoscibile soprattutto per l'habitat in cui vive e per le sue dimensioni. Quando matura e il corpo fruttifero si apre mostra un corpo globoso di circa 0.5/1,5 cm e presenta un "becco" nella zona superiore, solcata e striata. Il corpo immaturo e marrone è quasi sferico e spesso sporcato da detriti e terra; il tegumento carnoso si apre creando da 5 a 8 raggi che assumono caratteristiche papiracee. Il corpo globoso interno è grigio-marrone.

## Habitat
Sabbia alcalina in campi, su dune, su radure di boschi e sul terreno sabbioso. Diffuso in Europa e nelle regioni asiatiche adiacenti. Fruttifica in autunno.

## Specie simili
Specie simili sono Geastrum elegans e Geastrum pectinatum.

## Galleria d'immagini

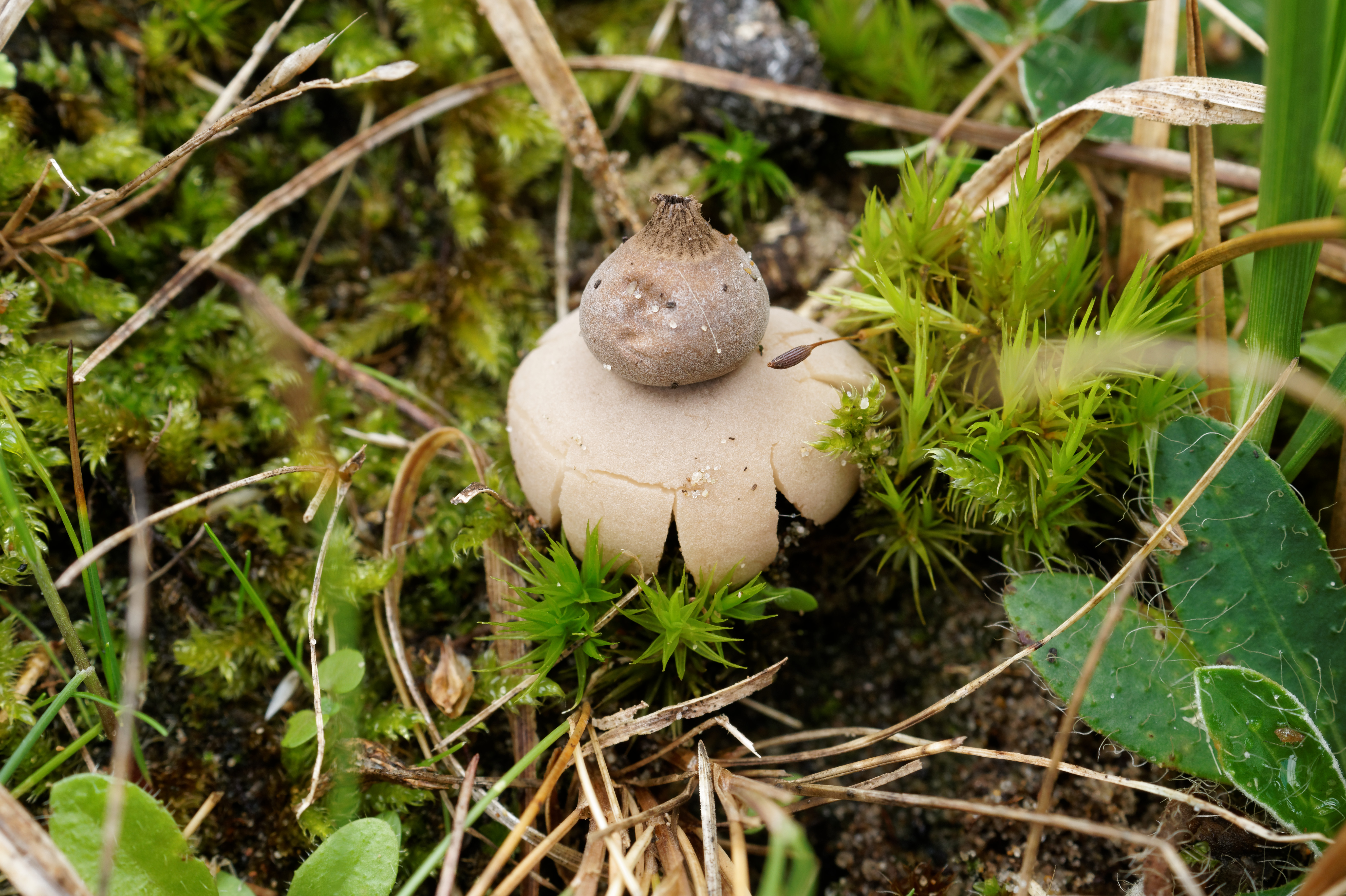
Geastrum schmidelii
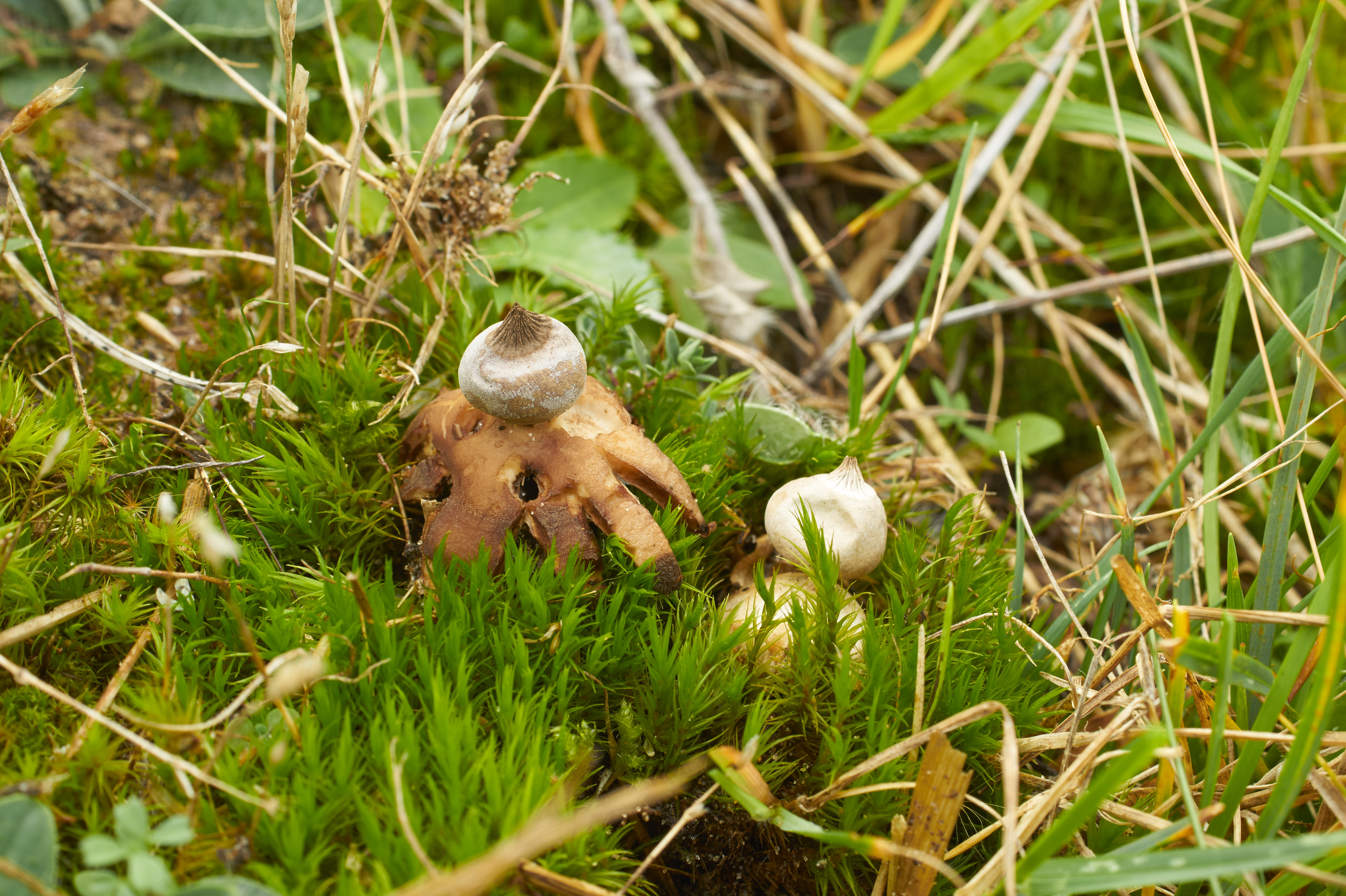
Coppia di "Stelle di terra nane"